# Опаце
Опаце (пол. Opacie) — село в Польщі, у гміні Ясло Ясельського повіту Підкарпатського воєводства.
Населення — 549 осіб (2011).
У 1975-1998 роках село належало до Кросненського воєводства.

## Демографія
Демографічна структура станом на 31 березня 2011 року:
|          | Загалом | Допрацездатний вік | Працездатний вік | Постпрацездатний вік |
| -------- | ------- | ------------------ | ---------------- | -------------------- |
| Чоловіки | 278     | 55                 | 195              | 28                   |
| Жінки    | 271     | 50                 | 155              | 66                   |
| Разом    | 549     | 105                | 350              | 94                   |